# Branchiocapitella
Branchiocapitella är ett släkte av ringmaskar. Branchiocapitella ingår i familjen Capitellidae.
Kladogram enligt Catalogue of Life:
| Branchiocapitella | \| \| Branchiocapitella abranchiata \| \| \| \| \| \| Branchiocapitella singularis \| \| \| \| |
|                   | \| \| Branchiocapitella abranchiata \| \| \| \| \| \| Branchiocapitella singularis \| \| \| \| |
|                   | Branchiocapitella abranchiata                                                                  |
|                   |                                                                                                |
|                   | Branchiocapitella singularis                                                                   |
|                   |                                                                                                |